# Nectopsyche tuanis
Nectopsyche tuanis är en nattsländeart som beskrevs av Ralph W. Holzenthal 1995. Nectopsyche tuanis ingår i släktet Nectopsyche och familjen långhornssländor. Inga underarter finns listade i Catalogue of Life.